# Фос (Оклахома)
Фос (енгл. Foss) град је у америчкој савезној држави Оклахома.

## Демографија
По попису из 2010. године број становника је 151, што је 24 (18,9%) становника више него 2000. године.
| Група             | 2000.      | 2010.       |
| Белци             | 99 (78,0%) | 110 (72,8%) |
| Афроамериканци    | 0 (0,0%)   | 0 (0,0%)    |
| Азијати           | 1 (0,8%)   | 1 (0,7%)    |
| Хиспаноамериканци | 10 (7,9%)  | 13 (8,6%)   |
| Укупно            | 127        | 151         |